# Sek Henry
Seketoure Michael Henry, detto Sek (Lynwood, 28 giugno 1987), è un cestista statunitense con cittadinanza giamaicana.
Nel marzo 2014 viene squalificato dalla PLK per sei mesi dopo essere risultato positivo ad un controllo anti-doping mentre giocava con l'AZS Koszalin.

## Carriera
Inizia la sua esperienza in NCAA con la University of Nebraska-Lincoln e in 4 anni, dal 2006 al 2010, colleziona in totale 97 partite e chiude l'esperienza collegiale con 7,1 punti (tirando con il 41,5% dal campo, il 33,2% da tre e 66,7% dalla lunetta), 2,1 assist e 3,4 di rimbalzi a partita.
Matura la prima esperienza professionale in Giappone con gli Akita Northern Happinets e nella stagione 2011-12 vola in Venezuela per giocare con i Bucaneros dove gioca 27 partite e chiude con 14,7 punti, 2,0 assist e 3,2 rimbalzi a partita. Nella stagione 2012-13 viene ingaggiato dall'AZS Koszalin (Polonia) e nella prima stagione in Europa chiude con 22 presenze e con la media di 27,5 minuti, 10,8 punti, 2,6 assist e 3,3 rimbalzi. Il 15 marzo 2013 la PLK ha sospeso Henry per 6 mesi per essere risultato positivo ad un controllo anti-doping. Nel 2013-14 gioca ancora in Polonia e chiude il suo secondo anno con 18 presenze, 33,3 minuti, 15,7 punti, 4,2 assist a partita, e viene nominato capitano della squadra. Il 20 giugno 2014 firma per l'Enel Basket Brindisi.

## Palmarès

### Individuale
- Ligat ha'Al MVP: 1

Maccabi Ashdod: 2017-18

## Statistiche

### Presenze e punti nei club
Dati aggiornati al 30 giugno 2015
| Stagione        | Squadra                  | Competizione | Partite | Partite | Partite | Statistiche tiro | Statistiche tiro | Statistiche tiro | Altre statistiche | Altre statistiche | Altre statistiche | Altre statistiche | Altre statistiche |
| Stagione        | Squadra                  | Competizione | Pres.   | Titol.  | Minuti  | Tiri da 2        | Tiri da 3        | Liberi           | Rimb.             | Assist            | Rubate            | Stopp.            | Punti             |
| --------------- | ------------------------ | ------------ | ------- | ------- | ------- | ---------------- | ---------------- | ---------------- | ----------------- | ----------------- | ----------------- | ----------------- | ----------------- |
| 2006-2007       | Nebraska Cornhuskers     | NCAA-I       | 31      |         |         | 45/88            | 17/67            | 39/65            | 61                | 52                | 23                | 5                 | 180               |
| 2007-2008       | Nebraska Cornhuskers     | NCAA-I       | 33      |         |         | 49/102           | 20/73            | 36/58            | 114               | 49                | 29                | 4                 | 194               |
| 2008-2009       | Nebraska Cornhuskers     | NCAA-I       | 31      |         |         | 58/114           | 26/76            | 55/80            | 105               | 64                | 29                | 8                 | 249               |
| 2009-2010       | Nebraska Cornhuskers     | NCAA-I       | 33      |         | 905     | 49/113           | 32/86            | 55/81            | 110               | 91                | 25                | 14                | 249               |
| 2010-2011       | Akita Northern Happinets | BJL          | 47      | 46      | 1432    | 241/452          | 83/272           | 149/234          | 268               | 235               | 77                | 16                | 880               |
| 2011-2012       | Bucaneros de La Guaira   | LPB          | 24      | 22      | 722     | 93/146           | 35/93            | 63/94            | 79                | 46                | 37                | 6                 | 354               |
| 2012-2013       | AZS Koszalin             | PLK          | 38      | 22      | 1045    | 120/241          | 28/96            | 90/146           | 129               | 99                | 54                | 9                 | 414               |
| 2013-2014       | AZS Koszalin             | PLK          | 18      | 18      | 599     | 74/137           | 27/65            | 53/66            | 72                | 76                | 20                | 6                 | 282               |
| '14-nov. '14    | Enel Brindisi            | Serie A      | 6       | 5       | 122     | 13/25            | 3/9              | 2/2              | 16                | 12                | 8                 | 1                 | 37                |
| nov. '14-'15    | Upea Capo d'Orlando      | Serie A      | 24      | 23      | 320     | 78/157           | 38/98            | 50/74            | 106               | 82                | 29                | 7                 | 320               |
| Totale carriera |                          |              |         |         |         |                  |                  |                  |                   |                   |                   |                   |                   |